# Савченко Олександр Дмитрович
Савченко Олександр Дмитрович (30 серпня 1965 — 18 липня 1984) — радянський військовик, учасник афганської війни. Посмертно нагороджений орденом Червоної зірки.

## Життєпис

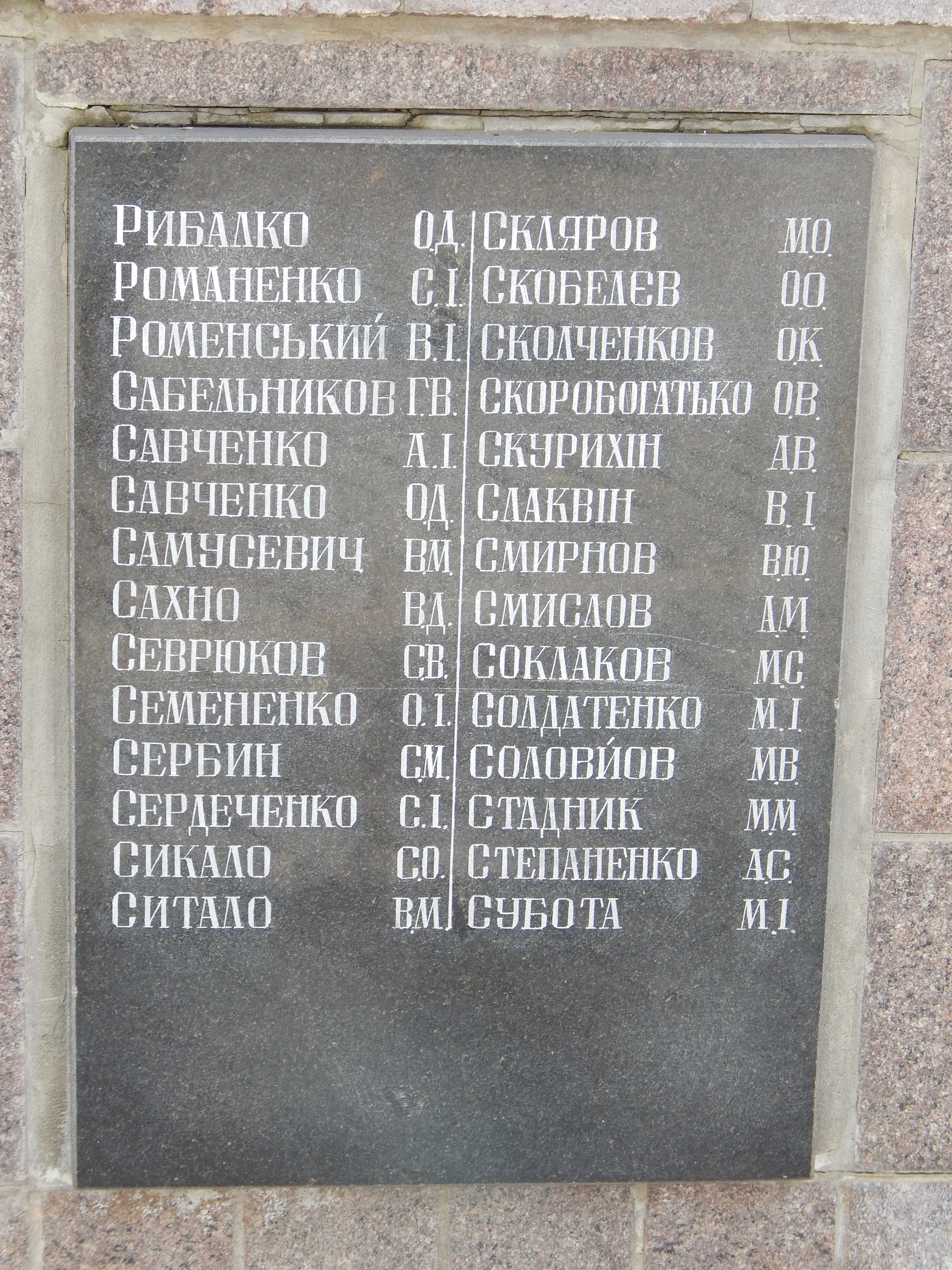
Плита із прізвищем Савченко на меморіалі у Харкові.

Меморіальна дошка в Харкові

Олександр Савченко народився З0 серпня 1965 у селі Таранівка, Зміївського району в українській селянській родині. Пізніше сім'я переїхала до міста Люботин.
Після закінчення Люботинської школи № 5 працював слюсарем на Харківському приладобудівельному заводі імені Т. Г. Шевченка.
29 вересня 1983 року був призваний до лав Радянської армії. У березні 1987 року рядовим прибув до Афганістану. Служив у роті зв'язку 70-ї гвардійської окремої мотострілецької бригади яка базувалася у Кандагарі. Був водієм командно-штабної машини Р-145БМ «Чайка». Брав участь у кількох боях. 17 липня 1984 бронетранспортер Олександра попав під обстріл. Він вивів машину з небезпечної зони і надав першу допомогу пораненому бойовому товаришу. Потім він повернувся у бій, який став для нього останнім. Олександр Савченко помер від культового поранення в голову.

## Нагороди
- орден Червоної Зірки (посмертно)

## Пам'ять
- Його ім'я викарбуване на одній з плит Меморіального комплексу пам'яті воїнів України, полеглих в Афганістані у Києві[3].
- Його ім'я викарбуване на одній з плит Меморіалу пам'яті воїнів-інтернаціоналістів у Харкові[4].
- Меморіальна дошка на будівлі Школи № 5 міста Люботин, де навчався Олександр Савченко[5].